# Neues Rathaus (Celle)

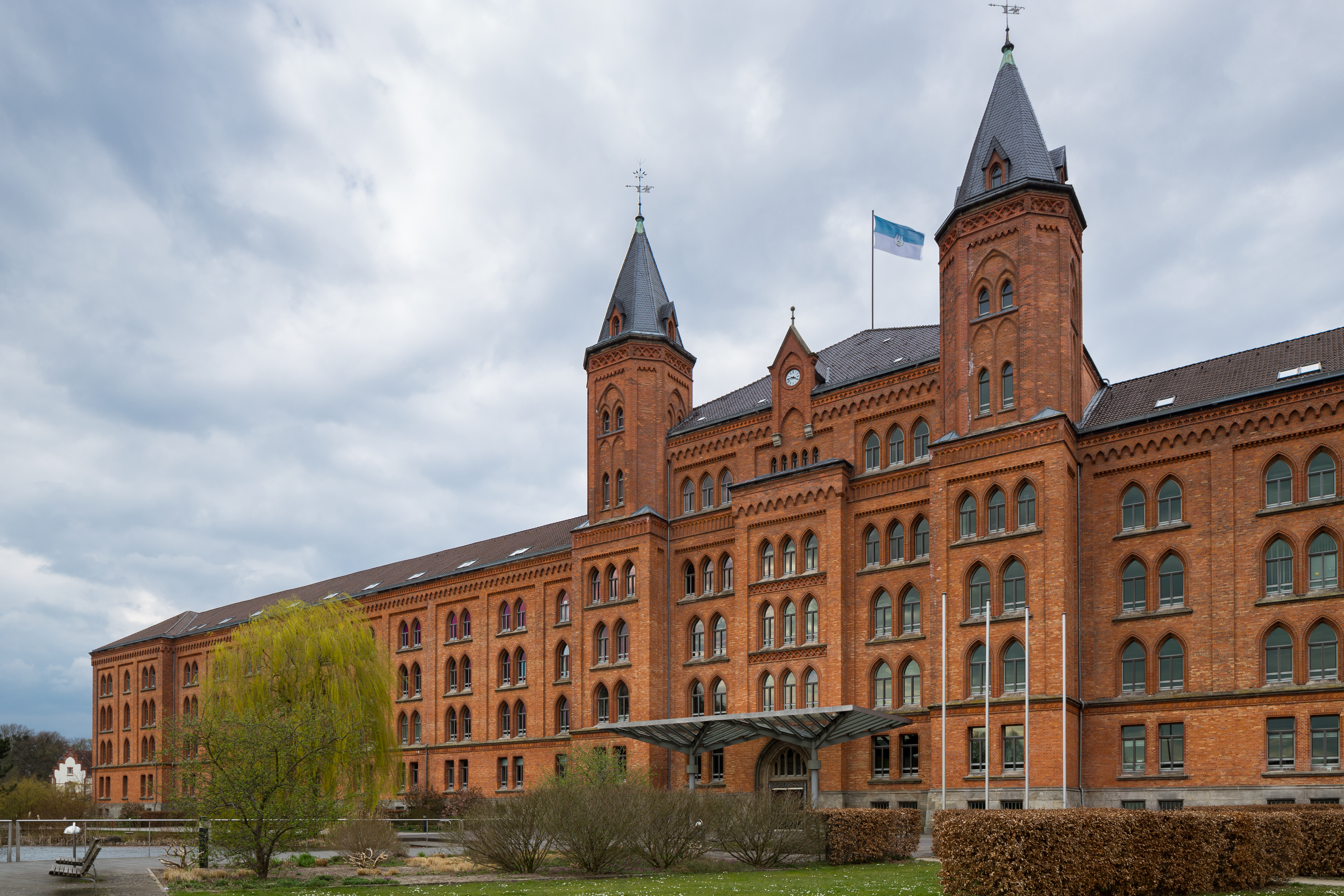
Südfassade

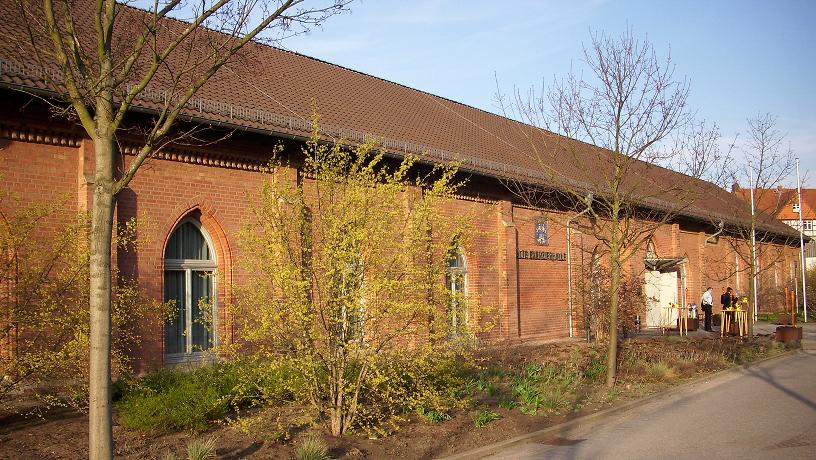
Alte Exerzierhalle

Das Neue Rathaus in Celle, auch Heide-Kaserne oder Taunton Barracks, ist eine ehemalige Kaserne und seit 1999 Sitz der Stadtverwaltung und des Oberbürgermeisters.

## Beschreibung
Der neugotische Backsteinbau ist 181 Meter lang und hat eine Firsthöhe von 25 Metern. Er hat 5 Geschosse und bot, als Kaserne konzipiert, in 300 Räumen 1200 Soldaten Platz. Nach einem dreijährigen Umbau in ein Verwaltungsgebäude ist das Neue Rathaus heute ein modernes, repräsentatives Rathaus.

## Geschichte
1852 wurde das Gelände von der Königlichen Hannoverschen Militärverwaltung erworben. Nach der Annexion des Königreichs Hannover durch Preußen 1866 wurde 1869 mit den Bauarbeiten begonnen. Die Infanteriekaserne wurde 1872 vom 2. Hannoverschen Infanterieregiment Nr. 77 bezogen, das 1919 aufgelöst wurde. Es folgten Einheiten der Reichswehr und der Wehrmacht. Nach Ende des Zweiten Weltkriegs diente die Kaserne als Flüchtlingslager, das von den Vereinten Nationen verwaltet wurde. 1956 bis 1992 waren hier britische Einheiten stationiert, unter anderem 1956 bis 1984 das 94th Locating Regiment und 1984 bis 1992 das 14th Signal Regiment der Royal Signals.
1994 erwarb die Stadt Celle das Kasernengelände und begann 1996 mit dem Umbau des Hauptgebäudes, das am 8. Mai 1999 festlich eröffnet wurde. Weiterhin entstanden mehrere Parkplätze und ein 1,7 Hektar großer Park. Des Weiteren wurden mehrere Nebengebäude umgestaltet, zum Beispiel die Alte Exerzierhalle in eine Mehrzweckhalle für Konzerte, Ausstellungen und größere Versammlungen.